# Serra de Boumort-Collegats
Serra de Boumort-Collegats este o arie protejată (arie specială de conservare — SAC, sit de importanță comunitară — SCI, arie de protecție specială avifaunistică — SPA) din Spania întinsă pe o suprafață de 18.414,83 ha, integral pe uscat.

## Localizare
Centrul sitului Serra de Boumort-Collegats este situat la coordonatele 42°14′12″N 1°06′01″E / 42.2367°N 1.1003°E.

## Înființare
Situl Serra de Boumort-Collegats a fost declarat sit de importanță comunitară în noiembrie 1996 pentru a proteja 67 de specii de animale. Alte tipuri de protecție:
- arie de protecție specială avifaunistică (în noiembrie 2001)[2]
- arie specială de conservare (în decembrie 2013)[1][3][4]

## Biodiversitate
Situată în ecoregiunile alpină și mediteraneană, aria protejată conține 25 de habitate naturale: Râuri de munte și vegetația lor lemnoasă cu Salix elaeagnos, Lande oro-mediteraneene cu formațiuni endemice de grozamă, Fânețe de joasă altitudine (Alopecurus pratensis, Sanguisorba officinalis), Pajiști alpine și boreale, Vegetație gipsofilă iberică (Gypsophiletalia), Grohotișuri termofile și vest-mediteraneene, Izvoare petrifiante cu formare de travertin (Cratoneurion), Păduri de pin (sub-) mediteraneene cu pini negri endemici, Păduri montane și subalpine de Pinus uncinata (* dezvoltate pe substrat gipsos sau calcaros), Păduri de fag Asperulo-Fagetum, Pante stâncoase calcaroase cu vegetație casmofită, Păduri de fag din Europa Centrală dezvoltate pe sol calcaros cu Cephalanthero-Fagion, Păduri de Quercus ilex și Quercus rotundifolia, Păduri iberice de Quercus faginea și Quercus canariensis, Matorral arborescenți cu Juniperus spp., Galerii de Salix alba și de Populus alba, Pajiști uscate seminaturale și facies de acoperire cu tufișuri pe substraturi calcaroase (Festuco-Brometalia) (* situri importante pentru orhidee), Pajiști alpine și subalpine calcaroase, Râuri mediteraneene cu debit permanent și vegetație de Glaucium flavum, Formațiuni stabile xerotermofile de Buxus sempervirens pe pante stâncoase (Berberidion p.p.), Mlaștini alcaline, Pajiști cu Molinia pe soluri calcaroase, turboase sau argilos-nămoloase (Molinion caeruleae), Formațiuni ierboase bogate în specii de Nardus, dezvoltate pe substraturi silicioase în zone montane (și în zone submontane, în Europa continentală), Păduri aluvionare cu Alnus glutinosa și Fraxinus excelsior (Alno-Padion, Alnion incanae, Salicion albae), Păduri pe pante, grohotișuri și ravene de Tilio-Acerion.
La baza desemnării sitului se află mai multe specii protejate:
- păsări (55): uliu porumbar (Accipiter gentilis gentilis), fluierar de munte (Actitis hypoleucos), minunița (Aegolius funereus), vulturul negru (Aegypius monachus), rață mare (Anas platyrhynchos), fâsă-de-câmp (Anthus campestris), acvilă de munte (Aquila chrysaetos), buha (Bubo bubo), șorecarul comun (Buteo buteo), caprimulg (Caprimulgus europaeus), Certhia brachydactyla, mierla de apă (Cinclus cinclus), șerpar (Circaetus gallicus), erete vânăt (Circus cyaneus), porumbel gulerat (Columba palumbus), prepeliță (Coturnix coturnix), ciocănitoare neagră (Dryocopus martius), presură de grădină (Emberiza hortulana), șoim călător (Falco peregrinus), șoimul rândunelelor (Falco subbuteo), vânturel roșu (Falco tinnunculus), cinteză (Fringilla coelebs), ciocârlan (Galerida cristata), găinușă de baltă (Gallinula chloropus), zăgan (Gypaetus barbatus), vulturul pleșuv sur (Gyps fulvus), acvilă pitică (Hieraaetus pennatus), capîntortură (Jynx torquilla), sfrâncioc roșiatic (Lanius collurio), Lanius meridionalis, pescăruș râzător (Larus ridibundus), forfecuță gălbuie (Loxia curvirostra), ciocârlie de pădure (Lullula arborea), prigoare (Merops apiaster), gaia neagră (Milvus migrans), gaia roșie (Milvus milvus), mierlă de piatră (Monticola saxatilis), muscar sur (Muscicapa striata), vultur egiptean (Neophron percnopterus), pietrar sur (Oenanthe oenanthe), ciuf-pitic (Otus scops), Perdix perdix hispaniensis, pițigoi de brădet (Periparus ater), viespar (Pernis apivorus), Phalacrocorax carbo sinensis, Pyrrhocorax pyrrhocorax, mărăcinar negru (Saxicola torquatus), sitar de pădure (Scolopax rusticola), silvie roșcată (Sylvia cantillans), Sylvia conspicillata, silvie de tufiș (Sylvia undata), Tetrao urogallus aquitanicus, pănțărușul (Troglodytes troglodytes), mierlă gulerată (Turdus torquatus), pupăză (Upupa epops)
- mamifere (7): vidră de râu (Lutra lutra), liliac cu aripi lungi (Miniopterus schreibersii), liliac cu picioare lungi (Myotis capaccinii), liliac cărămiziu (Myotis emarginatus), liliacul mediteranean cu potcoavă (Rhinolophus euryale), liliacul mare cu potcoavă (Rhinolophus ferrumequinum), liliacul mic cu potcoavă (Rhinolophus hipposideros)
- nevertebrate (4): Austropotamobius pallipes, Coenagrion mercuriale, Graellsia isabellae, rădașcă (Lucanus cervus)
- pești (1): Parachondrostoma miegii

Pe lângă speciile protejate, pe teritoriul sitului au mai fost identificate 1 specie de păsări, 5 specii de amfibieni, 9 specii de mamifere, 1 specie de pești, 5 specii de reptile.